# Tirozin
A tirozin (rövidítve Tyr vagy Y) vagy 4-hidroxi-fenilalanin a sejtek által a fehérjék szintetizálásához használt 20 aminosav egyike. A genetikai kódban az UAC és UAU bázishármasok kódolják. Poláris oldalláncú nem esszenciális aminosav. Neve a sajtot jelentő görög türosz szóból származik, mivel 1846-ban Justus von Liebig német kémikus a sajtból származó kazein nevű fehérjében fedezte fel elsőként. Oldalláncként vagy funkciós csoportként elnevezése tirozil.

## Funkciói
Azon kívül, hogy proteinogén aminosav, a tirozin speciális szereppel rendelkezik fenol funkciós csoportja miatt. A sejtkommunikációs folyamatokban részt vevő fehérjék része. A fehérjekinázok (receptor-tirozinkinázok) által szállított foszfátcsoportokat fogad. A hidroxilcsoport foszforilációja megváltoztatja a fehérje aktivitását.
A tirozin fontos a fotoszintézisben. A kloroplasztiszokban (II. fotorendszer) az oxidált klorofill redukciójában vesz részt elektrondonorként. E folyamatban a fenol OH-csoportja deprotonálódik, ezt a II. fotorendszer redukálja 4 mangáncsoporttal

## Tirozinforrások
A tirozin, melyet a szervezet fenilalaninból is előállíthat, számos magas fehérjetartalmú ételben megtalálható, például csirke-, pulykahúsban, halban, mogyoróban, mandulában, avokádóban, tejben, sajtban, joghurtban, túróban, Phaseolus lunatusban, tökmagban, szezámmagban, banánban és szójában.

## Bioszintézise

A tirozin sikimisavból történő bioszintézise növényekben.

A növényekben és a mikroorganizmusok többségében a tirozin prefenáton keresztül termelődik, mely a sikimisav-útvonal köztiterméke. A prefenát oxidatív dekarboxilálása során – a hidroxilcsoport retenciójával – p-hidroxifenilpiruvát keletkezik, melyből transzaminálással – melyhez nitrogénforrásként glutamát szolgál – tirozin és α-ketoglutarát jön létre.
Az emlősök a tirozint az esszenciális aminosav fenil-alaninból (phe) szintetizálják, utóbbit a táplálékkal veszik fel. A phe–tyr átalakulást a monooxigenázok közé tartozó fenilalanin-hidroxiláz enzim katalizálja. Az enzim a fenil-alanin hat szénatomos aromás gyűrűjének végére történő hidroxiladdíciót katalizálja.

## Metabolizmusa

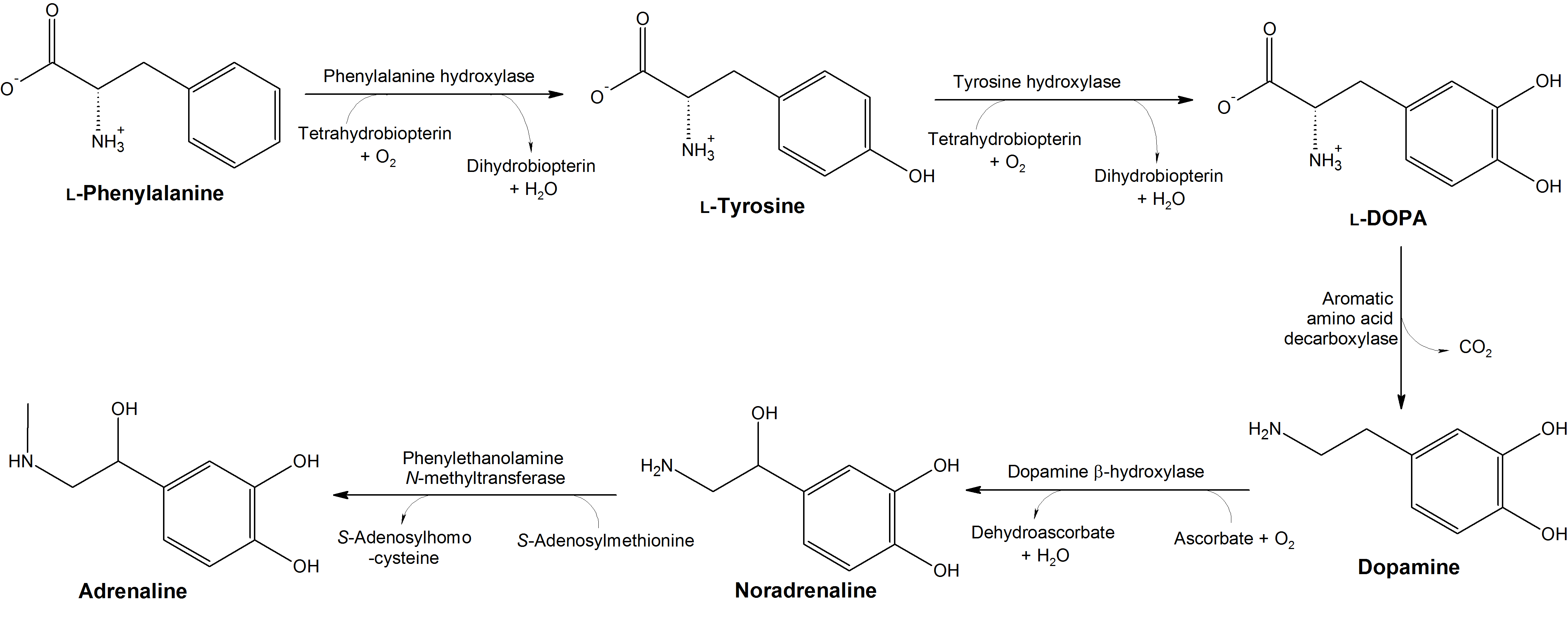
A fenil-alanin és tirozin biológiailag fontos származékaikká történő átalakulása.

### Foszforiláció és szulfáció
Egyes helyeken a tirozint a tirozinkinázok foszforilálhatják. E foszforilált aminosav a foszfotirozin. A tirozinfoszforiláció fontos lépés a jeltranszdukcióban és az enzimaktivitás szabályzásában. A foszfotirozin adott antitestekkel észlelhető. A tirozin módosítható szulfátcsoporttal is (tirozinszulfáció). Ezt a tirozilprotein-szulfotranszferáz (TPST) katalizálja. A foszfotirozin-antitestekhez hasonlóan ismertek szulfotirozint észlelő antitestek is.

### Neurotranszmitterek és hormonok prekurzora
A dopaminerg sejtekben a tirozint levodopává alakítja a tirozin-hidroxiláz (TH). A TH a dopamin neurotranszmitter szintézisének sebességmeghatározó enzimje. A dopamin ezután noradrenalinná és adrenalinná alakulhat.
A trijódtironin (T3) és tiroxin (T4) pajzsmirigyhormonok is tirozinszármazékok.

### Alkaloidok prekurzora
A Papaver somniferum (kerti mák) váladéka a tirozint morfinná alakítja, ennek útvonalát sikerült 14C-gyel jelölt tirozin felhasználásával meghatározni az in vivo szintézis nyomonkövetéséhez. A tirozin-ammónia-liáz (TAL) a természetes fenol-bioszintézisben résztvevő enzim. Ez a l-tirozint p-kumarinsavvá alakítja. Ezenkívül a tirozin a melanin prekurzora is, valamint a tirozin vagy prekurzora, a fenilalanin szükséges a koenzim Q10 benzokinonszerkezetének létrehozásához is.
A meszkalintermelő kaktuszok tirozinból meszkalint állítanak elő annak injekciója után.

## Fordítás
Ez a szócikk részben vagy egészben  a   Tyrosine című angol Wikipédia-szócikk ezen változatának fordításán alapul.  Az eredeti cikk szerkesztőit annak laptörténete sorolja fel. Ez a jelzés csupán a megfogalmazás eredetét és a szerzői jogokat jelzi, nem szolgál a cikkben szereplő információk forrásmegjelöléseként.

## További olvasnivalók
- Tyrosine metabolism Archiválva 2019. július 26-i dátummal a Wayback Machine-ben
- Phenylalanine and tyrosine biosynthesis
- Phenylalanine, Tyrosine, and tryptophan biosynthesis Archiválva 2021. május 6-i dátummal a Wayback Machine-ben
- Tirozin a ChemIDplus adatbázisában (angol nyelven)